# Millennium Challenge 2002
Millennium Challenge 2002 («Вызов тысячелетия 2002») — масштабные учения, проведённые вооружёнными силами США в середине 2002 года. Размах учений позволяет назвать их самыми крупнобюджетными в американской военной истории. Учения, проводившиеся с 24 июля по 15 августа и стоившие казне 250 миллионов долларов, включали в себя как тактические упражнения личного состава, так и компьютерные симуляции боевых действий. MC02 планировался как грандиозный тест будущих военных «преобразований» — перехода на новые сетевые технологии ведения боя, предоставляющие более мощное вооружение и тактику. По легенде учений силы США были обозначены как «синие», а силы неназванного государства на Ближнем Востоке — «красные».

## Ход учений
«Красные» под командованием генерал-лейтенанта Морской пехоты США (в отставке) Пола К. Ван Рипера, используя старые методы для уклонения от более современных электронных систем слежения и целеуказания «Синих», использовали связистов на мотоциклах для передачи приказов на передовые линии обороны, а также световые сигналы времен Второй Мировой войны для запуска самолётов в условиях полного радиомолчания.
«Красные» получили ультиматум от «Синих», фактически требующих их полной капитуляции в течение 24 часов. Получив разведданные о приближении флота «Синих», «Красные» использовали флот из небольших судов для определения местоположения кораблей «Синих» на второй день учений. После этого «Красные» нанесли массированный упреждающий удар крылатыми ракетами по корабельным соединениям «Синих», вызвав перегрузку их систем ПВО/ПРО и условно уничтожив 16 кораблей, среди которых были — авианосец, 10 крейсеров и 5 из 6-ти десантных кораблей. Эквивалент такого успеха в реальных боевых действиях привел бы к гибели более чем 20 тыс. человек личного состава. Вскоре после первого удара значительная часть сил «Синих» была условно потоплена «Красными», применившими наряду с классическими боевыми действиями тактику «камикадзе», действия которых «Синие» не смогли ни отразить, ни предугадать.
В этот момент учения были приостановлены, силы «Синих» были «оживлены», а правила учений были изменены. Впоследствии это было оправдано генералом Питером Пэйсом следующим образом: «Вы убили меня в первый же день учений и я могу просидеть 13 последующих дней просто так; или же вы можете вернуть меня в строй и тогда я получу 13 дней обучения. Что лучше?» После перезагрузки обеим сторонам было предписано следовать определённому сценарию, составленному таким образом, чтобы обеспечить победу «Синих».
Среди прочих требований, включённых в сценарий, было предписание силам «Красных» в обязательном порядке активировать все радары систем ПВО таким образом, чтобы «Синие» смогли их уничтожить. При этом «Красные» не имели права сбивать транспортные ЛА, доставляющие силы «Синих» к месту десантирования. Ван Рипер заявил, что устроители учений фактически отвергли возможность использования его опыта и тактических приёмов против сил «Синих», потребовали от «Красных» не использовать определённое вооружение и даже приказали раскрыть «Синим» местоположение определённых соединений сил «Красных». Все это привело к обвинениям, что учения из честного боевого соревнования направленного на проверку боеспособности американских соединений, превратились в строго контролируемую последовательность действий, гарантированно приводящую к победе сил «Синих» по определённому сценарию, что означало «совершенно бесполезную растрату 250 миллионов долларов».

## Последствия
Считая неприемлемым свое участие в полностью инсценированных учениях, Ван Рипер отказался от своего поста. Позднее он выразил обеспокоенность тем фактом, что суть боевых игр была искажена и направлена только на то, чтобы усилить впечатление об имеющейся военной доктрине и мнение о непогрешимости военного руководства США, а не на получение нового опыта.
Ван Рипер также заявил, что ход учений контролировался настолько, чтобы создавалась видимость современной военной концепции применения всех родов войск. Как процитировал его ZDF-New York Times в документальном фильме «The Perfect War» (англ. «Идеальная Война») — во время MC02 он увидел тот же самый подход Министерства обороны, продвигавшийся Робертом МакНамара много лет назад во время Вьетнамской войны, а именно что вооружённые силы США ни при каких условиях не могут потерпеть поражение.
В ответ на критику Ван Рипера вице-адмирал Марти Майер (Marty Mayer), который проводил учения и отвечал за развитие концепции и требований к совместным действиям различных родов войск, заявил:

Генерал Ван Рипер, видимо, чувствовал себя в слишком тесных рамках. Я могу только сказать, что были определённые области, в которых он не был ограничен, но были также и такие, где ограничения действительно присутствовали для того, чтобы можно было провести определённые эксперименты и упражнения.
Представитель Межвидового командования объединённых сил кэптен (капитан 1 ранга) ВМС США Джон Кармэн (Navy Capt. John Carman) заявил, что учения соответствующим образом подтвердили все главные концепции, применяемые силами «Синих», игнорируя искусственные ограничения, вводимые силами «Красных» под руководством Ван Рипера, что и привело их к успеху. Основываясь на этом, Джон Кармэн заявил, что рекомендации, полученные в результате этих учений в таких областях, как доктрина, тренировки и материальное обеспечение будут переданы генералу Ричарду Майерсу, председателю верховного командования.

## Реакция прессы
Когда вице-президент Ирана Мохаммед-Реза Рахими угрожал перекрыть поставки нефти во время Ормузского конфликта 2011—2012, издательство Christian Science Monitor сослалось на эти учения, выражая мнения, что Иран действительно располагает достаточно отточенной стратегией асимметричного ответа.